# Kalwa (Stary Targ)
Kalwa (deutsch Kalwe) ist ein Dorf in der Landgemeinde (Gmina) Stary Targ (Altmark) im Powiat Sztumski (Stuhmer Kreis) der polnischen Woiwodschaft Pommern.

## Geographische Lage
Das Kirchdorf liegt im ehemaligen Westpreußen, etwa neun Kilometer nordöstlich von Stuhm (Sztum), 14 Kilometer westnordwestlich von Christburg (Dzierzgoń) und vier Kilometer nordnordwestlich von Altmark (Stary Targ). 

## Geschichte

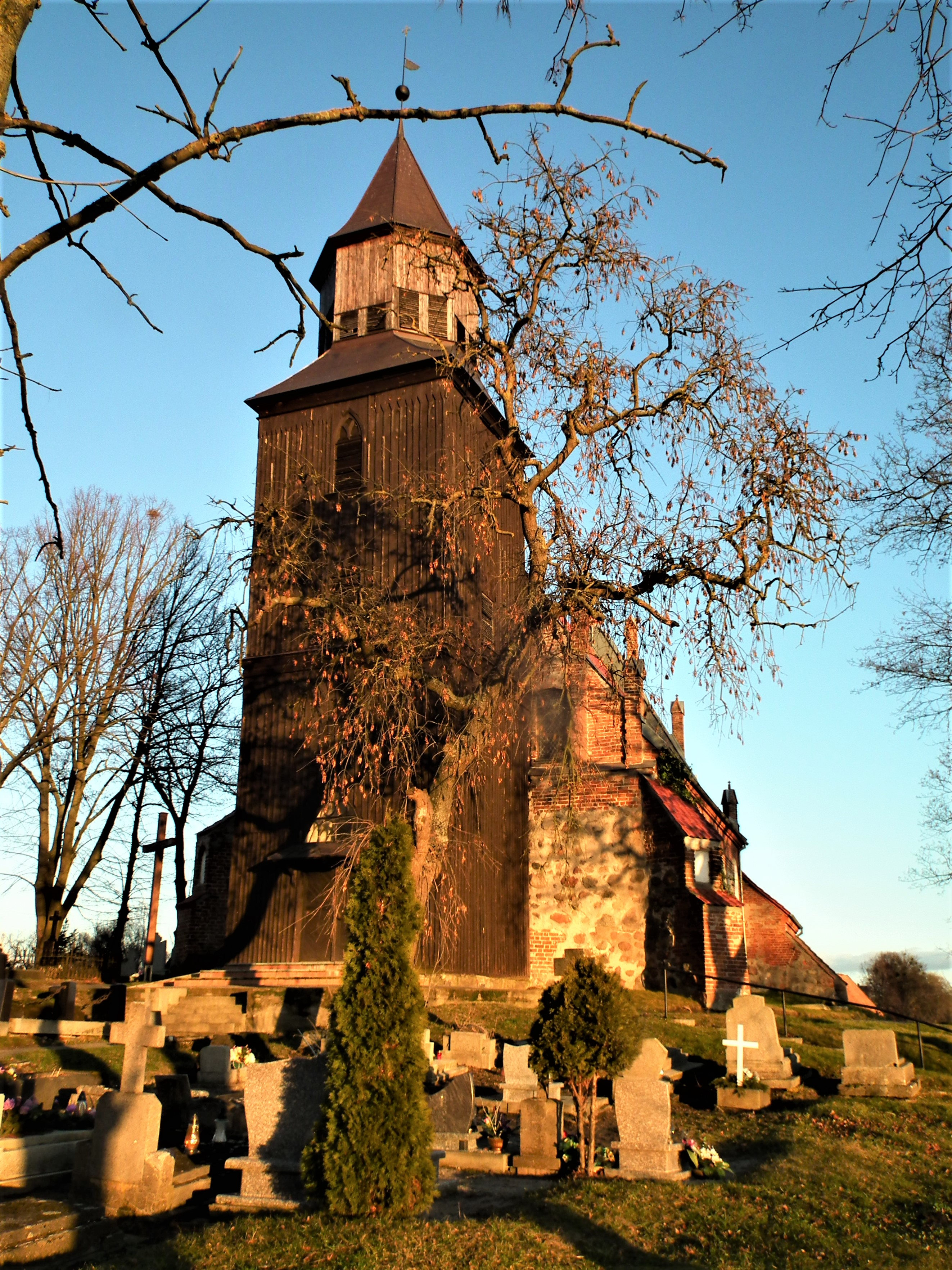
Dorfkirche (1402), bis 1945 Gotteshaus der katholischen Gemeinde Kalwe (Januar 2020)

Ältere Ortsbezeichnungen sind Calva (1286), Calba (1400), die Calbe (15. Jh.), die Kalbe (1532) und Kalwa (1449). Das Dorf wurde 1297 als Bauerngemeinde gegründet und gehörte zum Zeitpunkt seiner Gründung einem von Mückenberg. Letzterer gab mit Genehmigung des Deutschordens-Komturs Heinrich von Wilnowe in Marienburg dem Schulzen Siegfried fünf und dem Pfarrer vier freie Hufen und verlieh dem ganzen Dorf kulmischem Recht.
Zwar wurde die Pfarrkirche 1297 mit vier Hufen Land ausgestattet, doch muss ihre Gründung schon vorher erfolgt sein, denn 1286 wurde ein „Bruno plebanus de Calva“ erwähnt. 1402 wurde ein neues Kirchengebäude errichtet, das im Mai 1403 eingeweiht wurde.
Im Jahr 1945 gehörte die Landgemeinde Kalwe zum Landkreis Stuhm im Regierungsbezirk Marienwerder im Reichsgau Danzig-Westpreußen des Deutschen Reichs. Kalwe war dem Amtsbezirk Altmark zugeordnet.
Im Januar 1945 wurde Kalwe von der Roten Armee besetzt. Nach Beendigung der Kampfhandlungen wurde die Region seitens der sowjetischen Besatzungsmacht zusammen mit ganz Hinterpommern und der südlichen Hälfte Ostpreußens – militärische Sperrgebiete ausgenommen – der Volksrepublik Polen zur Verwaltung überlassen. Es wanderten nun Polen zu. Kalwe wurde unter der polnischen Ortsbezeichnung „Kalwa“ verwaltet. Die einheimische Bevölkerung wurde von der polnischen Administration mit wenigen Ausnahmen aus Kalwe vertrieben.

### Demographie
| Jahr | Einwohner | Anmerkungen |
| ---- | --------- | --- |
| 1783 | –         | königliches Dorf mit einer katholischen kirche, Amt Stuhm, 42 Feuerstellen (Haushaltungen), in Westpreußen           |
| 1818 | 176       | königliches Dorf, Amt Stuhm                                                                                          |
| 1852 | 362       | Dorf |
| 1864 | 460       | Dorf, darunter 33 Evangelische und 416 Katholiken                                                                    |
| 1885 | 425       | am 1. Dezember, davon 36 Evangelische, 388 Katholiken und eine jüdische Person                                       |
| 1910 | 459       | Landgemeinde, am 1. Dezember, darunter 21 Evangelische und 438 Katholiken; 335 Personen mit polnischer Muttersprache |
| 1933 | 424       | [ 9 ] |
| 1939 | 474       | [ 9 ] |

## Kirche
Den Katholiken der Gegend besuchten die Pfarrkirche in Kalwe. Das 1402 neu errichtete Kirchengebäude und seine Geschichte sind von Schmid 1909 ausführlicher beschrieben worden.
Die Protestanten der hier bis 1945 anwesenden Dorfbevölkerung gehörten zur evangelischen Pfarrei Losendorf.